# Northland College
Northland College es una universidad privada ubicada en Ashland (Wisconsin), Estados Unidos de América.

## Historia
Fundada como Academia de Wisconsin del Norte por la Iglesia Unida de Cristo en 1892, solo tenía un edificio, Wheeler Hall, que se mantiene en uso en la actualidad y que está incluido en el Registro Nacional de Lugares Históricos.

## Campus
Ocupa 220 acres a diez manzanas de la orilla del Lago Superior. Tiene 19 edificios mayoritariamente de ladrillo caravista.

## Deportes
Compite en División III de la NCAA, en la Upper Midwest Athletic Conference. 